# Skörvingen
Skörvingen är en sjö i Bergs kommun och Östersunds kommun i Jämtland och ingår i Ljungans huvudavrinningsområde. Sjön har en area på 0,136 kvadratkilometer och ligger 377,4 meter över havet. Sjön avvattnas av vattendraget Kilån.

## Delavrinningsområde
Skörvingen ingår i det delavrinningsområde (695866-144812) som SMHI kallar för Inloppet i Djuptjärnen. Medelhöjden är 395 meter över havet och ytan är 2,88 kvadratkilometer. Det finns ett avrinningsområde uppströms, och räknas det in blir den ackumulerade arean 15,6 kvadratkilometer. Kilån som avvattnar avrinningsområdet har biflödesordning 4, vilket innebär att vattnet flödar genom totalt 4 vattendrag innan det når havet efter 247 kilometer. Avrinningsområdet består mestadels av skog (83 procent). Avrinningsområdet har 0,23 kvadratkilometer vattenytor vilket ger det en sjöprocent på 7,9 procent.